# Ernst Blum (Fußballspieler)
Ernst Blum (* 25. Januar 1904 in Vaihingen auf den Fildern; † 17. Mai 1980) war ein deutscher Fußballspieler. Er war ausschließlich für den VfB Stuttgart aktiv und trug im Verein den Spitznamen „Wenzel“.

## Karriere

### Vereine
Blum gehörte von 1921 bis 1934 dem VfB Stuttgart an, für den er in den vom Süddeutschen Fußball-Verband organisierten Bezirksmeisterschaften in der Kreisliga Württemberg des Bezirks Württemberg/Baden Punktspiele bestritt und aus dieser am Saisonende 1922/23 absteigen musste, zur Saison 1924/25 in die nunmehr leistungsdichtere, ohne Kreisligen bestehende Bezirksliga Württemberg/Baden zurückkehrte.
In der Folgesaison gewann er mit der Mannschaft seinen ersten regionalen Titel und nahm somit an der Endrunde um die Süddeutsche Meisterschaft teil, die als Fünfter von sechs Bezirksmeistern abgeschlossen wurde.
Ab der Saison 1927/28 spielte er in der Gruppe Württemberg der in zwei Gruppen aufgeteilten Bezirksliga, aus der er mit der Mannschaft 1930 als Meister hervorging; die Finalrunde um die Süddeutsche Meisterschaft wurde wiederholt als Fünfter – von diesmal acht Teilnehmern – abgeschlossen. Als Dritter der Saison 1932/33 war er für die ab der kommenden Saison eingeführten Gauliga Württemberg, eine der Gauligen zur Zeit des Nationalsozialismus als einheitlich höchste Spielklasse im Deutschen Reich, qualifiziert. Als Drittplatzierter der Saison 1933/34 beendete er seine aktive Fußballerkarriere.

### Nationalmannschaft
Sein einziges Länderspiel für die A-Nationalmannschaft bestritt er am 2. Oktober 1927 in Kopenhagen bei der 1:3-Niederlage gegen die dänische Nationalmannschaft.

## Erfolge
- Württembergischer Meister 1930
- Bezirksmeister Württemberg/Baden 1927

## Sonstiges
Er blieb dem VfB auch nach seiner aktiven Fußballerkarriere treu und übernahm mehrfach Ehrenämter in Stuttgart. Am 16. Juli 1937 beantragte er die Aufnahme in die NSDAP und wurde rückwirkend zum 1. Mai desselben Jahres aufgenommen (Mitgliedsnummer 5.207.032).
Während und nach seiner Zeit als Fußballspieler war er auch erfolgreicher Rugbyspieler.